# Pardosa saltonia
Pardosa saltonia este o specie de păianjeni din genul Pardosa, familia Lycosidae, descrisă de Charles Denton Dondale și Redner, 1984. Conform Catalogue of Life specia Pardosa saltonia nu are subspecii cunoscute.